# ستروزابريتي
ستروزابريتي (بالإيطالية: Strozzapreti)‏ ، وتعني: «قلادة الكاهن» أو «خانق الكاهن»  هي معكرونة إيطالية إما أن تكون مشابهة لشكل معكرونة كافاتيلي لكن أطول، أو مجرد معكرونة تقليدية مصنوعة يدوياً في مناطق إميليا-رومانيا وتوسكانا وماركي وأومبريا من إيطاليا وكذلك في دولة سان مارينو. يستخدم الاسم ايضاً للإشارة إلى نوع من الجبن المخبوز ودمبلنغ خضار تحضر في بعض مناطق إيطاليا وفي الجزيرة الفرنسية كورسيكا.